# علي الجراح (ممثل)
علي الجراح، ممثل ومخرج مسرحي أردني .

## من أعماله

### المسلسلات
- نمر بن عدوان
- بوابة القدس
- الحسن والحسين
- عودة أبو تايه
- عطر النار
- حنايا الغيث
- أخوة الدم
- مالك بن الريب
- وعد الغريب

## وصلات خارجية
- بورتريه 2017 | الفنان علي الجراح (يوتيوب)